# Charlotte Gainsbourg
Charlotte Gainsbourg, phát âm (tiếng Pháp: [ʃaʁlɔt ɡɛ̃zbuʁ] ⓘ) tên đầy đủ Charlotte Lucy Ginsburg, sinh ngày 21 tháng 7 năm 1971, là một diễn viên, ca sĩ, tác giả ca khúc người Pháp - Anh.

## Đời tư
Gainsbourg sinh tại London, Anh, nhưng lớn lên tại Paris, Pháp. Mẹ cô là nữ diễn viên kiêm ca sĩ người Anh Jane Birkin, còn cha là diễn viên kiêm ca sĩ Serge Gainsbourg, người Pháp. Bà ngoại của cô là nữ diễn viên Judy Campbell, còn cậu của cô là nhà viết kịch bản Andrew Birkin, cũng là người đã đạo diễn cho cô trong phim The Cement Garden. Chồng và cũng là người cộng tác lâu năm của cô là diễn viên kiêm đạo diễn người Pháp Yvan Attal. Họ có hai người con: Ben (sinh ngày 12.6.1997) và Alice (sinh ngày 8.11.2002).
Ngày 5.9.2007, Gainsbourg đã phải vội vã vào bệnh viện Paris để được giải phẫu chứng xuất huyết não. Cô đã bị chứng nhức đầu từ một tai nạn nhỏ khi lướt ván trên sóng nước ở Hoa Kỳ mấy tuần lễ trước đó.

## Sự nghiệp

### Diễn xuất
Gainsbourg bắt đầu đóng vai con gái của Catherine Deneuve trong phim Paroles et musique (1984). Năm 1986, Gainsbourg đoạt giải César cho nữ diễn viên triển vọng cho phim L'effrontée, và năm 2000 cô đoạt giải César cho nữ diễn viên phụ xuất sắc nhất cho vai diễn trong phim La Bûche.
Năm 1994, Gainsbourg bắt đầu diễn trên sân khấu trong vở Oleanna của David Mamet tại rạp Théâtre de la Gaîté-Montparnasse. Gainsbourg cũng đã hát ca khúc mang tên phim trong 3 phim của cô.
Năm 1996, Gainsbourg đóng vai nhân vật chính trong phim Jane Eyre - một phim có cốt truyện chuyển thể từ tiểu thuyết của Charlotte Brontë năm 1847 - rất được hoan nghênh.
Năm 2007, Gainsbourg đóng vai Claire trong phim tiểu sử I'm Not There của Bob Dylan, và cũng hát bài "Just Like a Woman" của Dylan trong dải ghi âm của phim này.
Năm 2008, cô xuất hiện cùng với Anthony Hopkins và Laura Linney trong phim The City of Your Final Destination và cũng sẽ sớm quay dự án phim Persecution của Patrice Chereau.
Ngày 24.5.2009, cô đoạt giải cho nữ diễn viên xuất sắc nhất (Liên hoan phim Cannes) tại buổi lễ phát giải thưởng Liên hoan phim Cannes 2009 cho vai diễn trong phim Antichrist của đạo diễn Lars von Trier.

### Âm nhạc

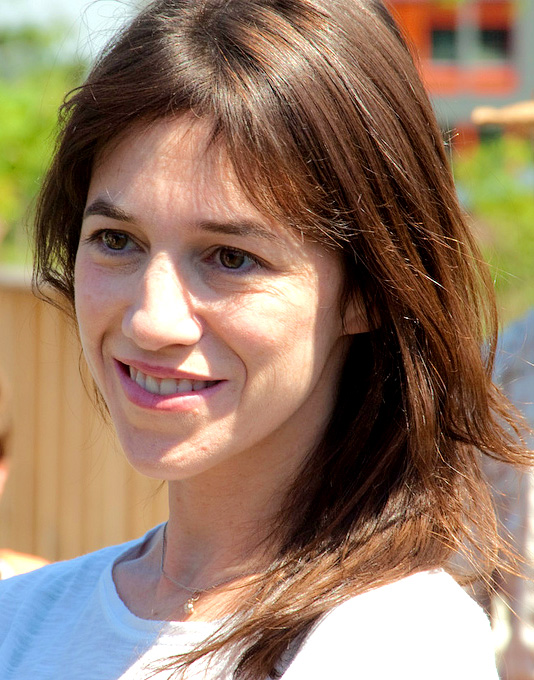
Charlotte Gainsbourg (Paris, 2010)

Gainsbourg bắt đầu sự nghiệp âm nhạc cùng với người cha trong ca khúc "Lemon Incest" năm 1984. Hai năm sau, cô phát hành album đầu tiên Charlotte for Ever, cũng do người cha sản xuất.
Năm 2004, cô hát song ca với ngôi sao nhạc pop Pháp Étienne Daho trong đĩa đơn "If" của anh.
Năm 2006, Gainsbourg phát thành album thứ hai của mình 5:55 được giới bình luận tán thưởng và thành công về thương mại, đạt vị trí hàng đầu trong danh sách đĩa nhạc pop bán chạy nhất hàng tuần ở Pháp và hoàn tất cương vị đĩa platinum trong nước. Tại Vương quốc Anh, album này thành công ở mức vừa phải, đạt hạng #78 (riêng bài The Songs That We Sing chỉ đạt hạng #129).
Hiện nay cô đang làm album thứ ba trong phòng thu. Cũng có tin xác nhận là Beck sẽ tiếp tục làm album sắp tới.

## Danh mục phim
- Paroles et Musique (1984) - Charlotte Marker
- La tentation d'Isabelle (1985, của Jacques Doillon) - L'enfant
- L'Effrontée (1985) - Charlotte Castang (đoạt giải César cho nữ diễn viên triển vọng)
- Charlotte For Ever (1986, của Serge Gainsbourg) - Charlotte
- Le Petit amour (1987) - Lucy
- Jane B. par Agnès V. (1987) - Con gái của J.
- La Petite voleuse/The Little Thief (1988) - Janine Castang (đề cử giải César cho nữ diễn viên chính xuất sắc nhất)
- Aux yeux du monde (1990) - Juliette Mangin
- Il sole anche di notte (1990) - Matilda
- Contre l'oubli (1991) - (phân đoạn \"Pour Anstraum Aman Villagran Morales, Guatémala\")
- Merci la vie (1991) - Camille Pelleveau
- Amoureuse (1991, của Jacques Doillon) - Marie
- The Cement Garden (1993, của Andrew Birkin) - Julie
- Grosse fatigue (1994) - vai bản thân
- Jane Eyre (1996) - Jane Eyre
- Anna Oz (1996) - Anna Oz
- Love, etc... (1996) - Marie (đề cử giải César cho nữ diễn viên chính xuất sắc nhất)
- The Intruder (1999) - Catherine Girard
- La Bûche (1999) - Milla Robin (đề cử giải César cho nữ diễn viên phụ xuất sắc nhất)
- Passionnément (1999) - Alice Almeida (tên trước kia là Le soleil de plus près)
- Les Misérables (2000, TV) - Fantine
- Nurenberg (2000, TV)
- Félix et Lola (2001, của Patrice Leconte) - Lola
- My Wife Is an Actress (2001, của Yvan Attal) - Charlotte
- La merveilleuse odyssée de l'idiot Toboggan (2002) (giọng nói)
- 21 Grams (2003) - Mary Rivers
- ...And They Lived Happily Ever After (2004, của Yvan Attal) - Gabrielle
- L'un reste, l'autre part (2005) - Judith
- Lemming (2005) - Bénédicte Getty
- The Golden Door (2006) - Lucia
- The Science of Sleep (2006) - Stéphanie
- Prête-moi ta main (2006) - Emma
- I'm Not There (2007) - Claire
- The City of Your Final Destination (2008) - Arden Langdon
- Antichrist (2009) của Lars von Trier (đoạt giải cho nữ diễn viên xuất sắc nhất (Liên hoan phim Cannes))
- Persecution (2009)

## Danh mục đĩa hát
Albums:
- Lemon Incest (1984)
- Charlotte for Ever (1986)
- 5:55 (2006)
- IRM (2009)

## Kịch
- 1994: Vở Oleanna của David Mamet, đạo diễn Maurice Bénichou, rạp Théâtre de la Gaîté-Montparnasse